# Елисеева, Ольга Игоревна
О́льга И́горевна Елисе́ева (род. 11 февраля 1967, Москва) — русская писательница, историк. Кандидат исторических наук.

## Биография
Окончила Московский историко-архивный институт и аспирантуру Института российской истории (ИРИ) РАН. После защиты кандидатской диссертации по источниковедению работала в ИРИ старшим научным сотрудником, затем ответственным редактором издательского центра «Аванта+», доцентом кафедры истории Московского гуманитарного университета. Автор более чем десяти монографий, нескольких популярных книг и многих научных статей по истории России XVIII—XIX вв., прежде всего по периоду царствования Екатерины II.
В 2000 году дебютировала в фантастике историко-фэнтезийной повестью «Пожиратели крови», позже переработанной в роман «Сын Солнца» (2004). Тогда же вышел дебютный роман «Хельви — королева Монсальвата». Ольга Елисеева — автор более 20 исторических и историко-фантастических романов. Лауреат литературных премий «Чаша Клио», «Чаша Бастиона», «Бронзовый Роскон», «Большая Филигрань», «Меч Экскалибур», «Странник», «Карамзинский крест» и др.
Член Союза писателей России. Ответственный секретарь Историко-просветительского общества «Радетель». Член редколлегии альманаха «Историческое обозрение». Награждена Золотой медалью серии «Жизнь замечательных людей» в 2010 и 2013 гг., Серебряной медалью имени Е. Р. Дашковой «За служение Свободе и Просвещению» (2008 г.). Лауреат премии «Золотой Дельвиг - 2015» (за книгу «Радищев» и новое слово в исторической литературе).
Получила "Бронзовый Роскон-2003".